# Eparchia św. Mikołaja w Chicago
Eparchia św. Mikołaja w Chicago – eparchia Kościoła katolickiego obrządku bizantyjsko-ukraińskiego w Stanach Zjednoczonych, z siedzibą w Chicago. Została erygowana 14 lipca 1961 roku. Eparchia jest zdecydowanie największą pod względem powierzchni spośród amerykańskich eparchii bizantyjsko-ukraińskich, ponieważ obejmuje całą środkową i zachodnią część USA (z wyjątkiem stanu Ohio). W praktyce jej parafie znajdują się w 15 różnych stanach. Należy do bizantyjsko-ukraińskiej metropolii Filadelfii. 